# 三人世界
《三人世界》（英語：Heart to hearts）是1988年上映的一部香港愛情喜劇電影，由冼杞然執導，陳嘉上執行導演，林子祥、鄭裕玲、關之琳、周慧敏等主演。本片榮獲第8屆香港電影金像獎最佳編劇。

## 劇情
任職廣告公司高層的Alex（林子祥 飾）與Peggy（關之琳 飾）同居多年，一日女友突然要求分手，Alex苦勸無果，於是在寂寞之際代替友人教合唱團，遇上了團員Vivian（周慧敏 飾），繼而認識了她的媽媽朱麗娥（鄭裕玲 飾），二人很快展開了一場「中年之戀」；就在Alex與麗娥打得火熱時，Peggy又在此時回到Alex身邊......

## 角色
| 演員   | 角色            | 備註                     |
| 林子祥 | Alex            | 廣告公司高層，合唱團導師 |
| 鄭裕玲 | 朱麗娥          | 單親媽媽，慧敏之母       |
| 關之琳 | 蘇碧琪／Peggy   | 模特兒，Alex之同居女友   |
| 周慧敏 | 毛慧敏／Vivian  | 麗娥的女兒，合唱團成員   |
| 金燕玲 | 玲阿姨          | 麗娥之好友               |
| 盧冠廷 | 阿盧            | Alex的朋友及同事         |
| 陳山河 | Sam             | 合唱團成員               |
| 袁和平 | 劉校長          |                          |
| 葉榮祖 |                 | Alex上司                 |
| 羅美薇 |                 | Sam心儀之女孩            |
| 周文健 | 王偉雄／Earnest |                          |
| 曾近榮 |                 | 電器修理班教師           |
| 陳國新 | Dennis          | Alex之同事兼損友         |
| 葉漢良 |                 | Alex之同事兼損友         |
| 梁韻蕊 | 靚女            |                          |
| 陳敬   | 大牛            |                          |

## 電影歌曲
| 歌名         | 演唱者 | 作曲   | 填詞   |
| 〈三心一意〉 | 林子祥 | 林子祥 | 潘偉源 |

## 花絮
- 在一幕床上戲中，男主角林子祥本來應該按照劇本問鄭裕玲有沒有吃避孕藥，但林錯講成「避震藥」，由於說得太自然而被導演冼杞然照用[7]。

## 獎項
| 年份 | 頒獎典禮            | 獎項         | 名字                           | 結果 |
| ---- | ------------------- | ------------ | ------------------------------ | ---- |
| 1989 | 第8屆香港電影金像獎 | 最佳編劇     | 聶宏風、邵國華、陳嘉上、葉廣儉 | 獲獎 |
| 1989 | 第8屆香港電影金像獎 | 最佳女主角   | 鄭裕玲                         | 提名 |
| 1989 | 第8屆香港電影金像獎 | 最有前途新人 | 周慧敏                         | 提名 |
| 1989 | 第8屆香港電影金像獎 | 最佳音樂     | 鍾定一                         | 提名 |

## 外部連結
- 香港影庫上《三人世界》的資料（繁體中文）
- 開眼電影網上《三人世界》的資料（繁體中文）
- 时光网上《三人世界》的資料（简体中文）
- 豆瓣电影上《三人世界》的資料 （简体中文）
- 互联网电影数据库（IMDb）上《三人世界》的资料（英文）